# Svartabborrtjärnen (Viksjö socken, Ångermanland)
Svartabborrtjärnen är en sjö i Härnösands kommun i Ångermanland och ingår i Indalsälvens huvudavrinningsområde.